# Stazione di Valle Vermiglia
La stazione di Valle Vermiglia è un'assuntoria dismessa situata nei pressi di via Tuscolana nella località omonima. Era il secondo impianto intermedio posto tra Ciampino e Frascati sulla ferrovia Roma-Frascati, insieme a Galleria di Ciampino, e operò fino al 1960.

## Storia
L'impianto venne attivata come fermata il 1º luglio 1941 abilitata al servizio viaggiatori e bagagli, in corrispondenza del ponte della via Tuscolana. Declassata ad assuntoria in seguito, venne dismessa nel 1960 a causa della lontananza dal centro abitato.

## Strutture e impianti
L'impianto era composto da un fabbricato adibito ad abitazione per l'assuntore, dal fabbricato viaggiatori, di minori dimensioni, comprendente la biglietteria, l'atrio e l'ufficio movimento e da una banchina che serviva l'unico binario di corsa della linea.

## Movimento
La fermata era servita da tutti i treni circolanti sulla linea.

## Servizi
L'assuntoria disponeva di:
- Biglietteria a sportello